# V385 Большой Медведицы
V385 Большой Медведицы (лат. V385 Ursae Majoris) — двойная затменная переменная звезда типа W Большой Медведицы (EW) в созвездии Большой Медведицы на расстоянии приблизительно 1763 световых лет (около 541 парсека) от Солнца. Видимая звёздная величина звезды — от +12,37m до +12,23m. Орбитальный период — около 0,3678 суток (8,8282 часов).